# Psilotarsus turkestanicus
Psilotarsus turkestanicus là một loài bọ cánh cứng trong họ Cerambycidae.